# Haapasaari (ö i Södra Österbotten)
Haapasaari är en ö i Finland. Den ligger i sjön Vähä Haapajärvi och i kommunen Etseri i den ekonomiska regionen  Kuusiokunnat  och landskapet Södra Österbotten, i den sydvästra delen av landet, 260 km norr om huvudstaden Helsingfors. Öns area är 4,7 hektar och dess största längd är 0,7 kilometer i nord-sydlig riktning.